# Pickle Lake
Pickle Lake est un canton canadien situé dans le district de Kenora en Ontario. Il s'agit de la communauté située la plus au nord de la province qui est accessible toute l'année par la route 599, l'unique voie d'accès à la communauté à partir du sud. Des routes d'hiver la relient à d'autres communautés plus au nord. L'aéroport de Pickle Lake sert de point de départ pour le transport des marchandises vers les communautés amérindiennes plus au nord.

## Historique
Le comté de Pickle Lake fut incorporé en 1980 et inclut 2 petites localités : Central Patricia et Pickle Crow. Pickle Lake remonte aussi loin que le commerce des fourrures en 1786 quand la Compagnie Hudson Bay construit le comptoir de commerce d'Osnaburgh sur le lac St. Joseph. Le commerce des fourrures a été pendant longtemps l'industrie primaire jusqu'à la découverte de l'or sur les rives de la rivière Kawinogans. C'est une communauté autochtone, First Nations community. Aujourd'hui c'est une vocation  touristique qui marque l'essentiel des activités.

## Annexe